# Autorità bancaria europea
L'Autorità bancaria europea (in inglese European Banking Authority, da cui la sigla EBA con cui è maggiormente conosciuta) è un organismo dell'Unione europea che dal 1º gennaio 2011 ha il compito di sorvegliare il mercato bancario europeo. Ad essa partecipano tutte le autorità di vigilanza bancaria dell'Unione europea. L'Autorità sostituisce il Committee of European Banking Supervisors (CEBS) e ha sede a Parigi. Il presidente dell'EBA è lo spagnolo José Manuel Campa.

## Storia
Durante la grande recessione alcune istituzioni finanziarie europee si sono trovate in difficoltà e hanno messo a rischio l'intera stabilità finanziaria dell'Unione europea.
Nel 2008 Il Presidente della Commissione europea, José Manuel Barroso, istituisce un gruppo indipendente di esperti guidato da Jacques de Larosière, ex governatore della Banca di Francia, che nel febbraio del 2009 presenta un rapporto alla Commissione europea con alcune raccomandazioni per rafforzare la sorveglianza sul sistema finanziario europeo. Le raccomandazioni del Rapporto del gruppo Larosière vengono accolte dagli organi comunitari. Il Consiglio dell'Unione europea nella riunione del 18 e 19 luglio 2009 approva la creazione di un Comitato europeo per il rischio sistemico per il monitoraggio della stabilità finanziaria a livello europeo.
Contestualmente il Consiglio approva anche l'istituzione di tre nuove autorità europee all'interno di un nuovo Sistema europeo di vigilanza finanziaria (SEVIF) (in inglese, European System of Financial Supervisors):
- L'Autorità bancaria europea (in inglese, European Banking Authority – EBA) per la vigilanza del mercato bancario;
- L'Autorità europea delle assicurazioni e delle pensioni aziendali e professionali (European Insurance and Occupational Pensions Authority - EIOPA) per la sorveglianza del mercato assicurativo;
- L'Autorità europea degli strumenti finanziari e dei mercati (European Securities and Markets Authority - ESMA) per la sorveglianza del mercato dei valori mobiliari.

Il primo presidente dell'EBA fu Andrea Enria, nominato nel gennaio del 2011, prese ufficialmente funzione il 1º marzo dello stesso anno. Il mandato gli fu rinnovato nel 2015. La sede era a Londra ma a causa dell’Uscita del Regno Unito dall'Unione europea (Brexit), il 20 novembre 2017 il Consiglio dell'Unione europea ha stabilito tramite sorteggio, dopo votazioni che avevano portato ad un testa a testa con Dublino, che Parigi ospiterà l'agenzia a partire dal marzo 2019.

## Obiettivi
L'obiettivo dell'Autorità è proteggere l'interesse pubblico contribuendo alla stabilità e all'efficacia a breve, medio e lungo termine del sistema finanziario, a beneficio dell'economia dell'Unione, dei suoi cittadini e delle sue imprese. L'Autorità opera nel settore di attività delle banche, dei conglomerati finanziari, delle imprese di investimento, degli istituti di pagamento e degli istituti di moneta elettronica. 
L'Autorità contribuisce a: 
- migliorare il funzionamento del mercato interno in particolare attraverso una regolamentazione efficace e uniforme;
- garantire l'integrità, la trasparenza, l'efficienza e il regolare funzionamento dei mercati finanziari;
- rafforzare il coordinamento internazionale in materia di vigilanza bancaria;
- impedire l'arbitraggio regolamentare e promuovere pari condizioni di concorrenza;
- assicurare che i rischi siano adeguatamente regolamentati e monitorati
- aumentare la protezione dei consumatori.

## Organizzazione e struttura
L'EBA è composta da un presidente, il cui ruolo è quello di presiedere ai lavori del consiglio delle autorità di vigilanza, e un direttore esecutivo che predispone le riunioni del consiglio di amministrazione.
L'EBA ha due organi direttivi :
- il consiglio delle autorità di vigilanza, che è l'organo decisionale;
- il consiglio di amministrazione, che gestisce le attivà pratiche. A questo organo è affidato anche il programma di lavoro annuale, il bilancio annuale, il piano in materia di politica del personale e la relazione annuale.[3]